# Kim Rossi Stuart
Pour les articles homonymes, voir Stuart.
Kim Rossi Stuart est un acteur et réalisateur italien, né le 31 octobre 1969 à Rome.
Fils de l'acteur italo-écossais Giacomo Rossi Stuart, il est découvert par le grand public en jouant le rôle d'Anthony Scott dans le film d'arts martiaux Il ragazzo dal kimono d'oro (1987) et Romualdo dans la série de fantasy La Caverne de la rose d'or au cours des années 1990, mais son rôle le plus connu est celui d'« Il Freddo » dans le film de mafieux Romanzo criminale (2005) de Michele Placido. Il a également joué dans de nombreux films d'auteur, dont les plus connus sont Par-delà les nuages, Pinocchio, Les Clefs de la maison, Piano, solo, Question de cœur, L'Ange du mal et Ton absence. En 2005, il fait ses débuts de réalisateur avec le film Libero, dont il est également le scénariste et l'acteur principal.
Au cours de sa carrière, il a remporté un David di Donatello, cinq Rubans d'argent, trois Globes d'or, trois Ciak d'oro et trois Flaiano.

## Biographie
Son prénom lui vient du roman homonyme de Rudyard Kipling. Il est le fils d'une mannequin germano-néerlandaise, Klara Müller, et d'un acteur italo-écossais, Giacomo Rossi Stuart, connu pour ses interprétations dans les westerns spaghetti. Il a trois sœurs, dont Valentina, également actrice.

### Carrière théâtrale
Il fait ses débuts au théâtre en 1987 au Piccolo Teatro di Milano dans Philoctète d'André Gide, mis en scène par Walter Pagliaro ; Par la suite, on se souvient de lui dans des rôles engagés, comme Edmond dans Le Roi Lear de William Shakespeare (1994), mis en scène par Luca Ronconi, puis premier protagoniste italien, aux côtés de Turi Ferro et sous la direction d'Antonio Calenda, dans le texte intense d'Éric-Emmanuel Schmitt Le Visiteur (1996) (qui n'a été repris que récemment sur scène par le jeune acteur amateur Marco Predieri), et à nouveau dans un Hamlet à succès (1998-1999), toujours sous la direction de Calenda, et le protagoniste de Macbeth en (2000), sous la direction de Giancarlo Cobelli.

### Carrière cinématographique
Il fait ses débuts à l'écran à l'âge de cinq ans dans La Grande Bourgeoise, un film de Mauro Bolognini qui met en vedette Giancarlo Giannini, Catherine Deneuve et Fernando Rey. À 14 ans, le réalisateur Marcello Aliprandi lui confie son premier rôle principal dans la mini-série télévisée I ragazzi della valle misteriosa (1984). En 1987, il est choisi pour jouer le rôle d'Anthony Scott dans Il ragazzo dal kimono d'oro, qui aura une suite l'année suivante. Cependant, Kim connaît un grand succès populaire dans la série télévisée La Caverne de la rose d'or de Lamberto Bava, avec Alessandra Martines. Entre-temps, Kim étudie le théâtre à l'école de Beatrice Bracco, puis avec Francesca De Sapio, en compagnie de nombreux autres acteurs,.

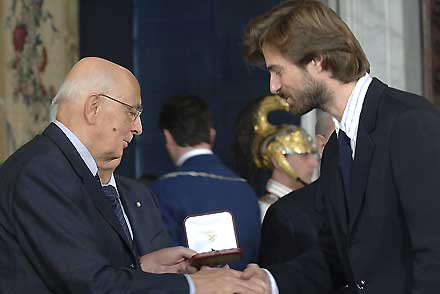
Kim Rossi Stuart reçoit le Prix Vittorio De Sica au palais du Quirinal des mains du Président de la République italienne, Giorgio Napolitano, en 2006.

En 1994, il est plébiscité par la critique pour Senza pelle : Écorché vif d'Alessandro D'Alatri et L'Otage d'Umberto Marino. En 1995, il est à l'affiche de Par-delà les nuages, réalisé par Michelangelo Antonioni et Wim Wenders. On le retrouve en 1997 aux côtés de Carole Bouquet et Judith Godrèche dans le téléfilm en deux parties Le Rouge et le Noir, d'après le roman éponyme de Stendhal. Après avoir tourné Policier (1995) de Giulio Base et I giardini dell'Eden (1998) d'Alessandro D'Alatri ainsi que La ballata dei lavavetri de Peter Del Monte, il est choisi par Roberto Benigni pour le rôle de Lumignon dans Pinocchio (2002). Mais la consécration arrive avec Les Clefs de la maison de Gianni Amelio, qui obtient un Ruban d'argent, et avec Romanzo criminale (2005), un film de Michele Placido inspiré de l'histoire de la Banda della Magliana ; dans ce dernier film, il est Freddo, l'un des mafioso qui tombe amoureux d'une fille respectable, jouée par Jasmine Trinca. Romanzo criminale a été présenté à la Berlinale 2006, où il a reçu un accueil très favorable,.
Toujours en 2005, il fait ses débuts de réalisateur avec le film Libero, présenté au Festival de Cannes 2006,. Fin 2006, il tourne le film Piano, solo, réalisé par Riccardo Milani, adapté de l'ouvrage de Walter Veltroni, Il disco del mondo - Vita breve di Luca Flores, dédié au musicien de jazz Luca Flores (it).
En 2008, il a renversé un plongeur avec son bateau à moteur près de Civitavecchia. Le bras droit de ce dernier a dû être amputé. En 2009, il joue Question de cœur de Francesca Archibugi, aux côtés d'Antonio Albanese, formant un couple irrésistible de deux personnes complètement différentes qui se rencontrent dans une unité de soins intensifs à la suite d'un infarctus. En 2010, il joue le rôle du criminel Renato Vallanzasca dans le film L'Ange du mal, réalisé par Michele Placido et sorti le 21 janvier 2011, pour lequel il a remporté le Ruban d'argent du meilleur acteur.
En 2020, il tient le rôle principal dans Cosa sarà de Francesco Bruni. Ce rôle permet à Rossi Stuart de remporter le Ruban d'argent et le Globe d'or du meilleur acteur,,. En 2022, il réalise son troisième film ayant pour thème la relation père-fils et l'équitation, Brado avec lui-même, Ilaria Spada et Saul Nanni dans les rôles principaux.

## Vie privée
En novembre 2011, il devient père pour la première fois : avec sa compagne, l'actrice Ilaria Spada, il a un fils. Le couple se marie en mars 2019, et en juillet de la même année naît leur deuxième fils ; en février 2022, Ilaria Spada accouche à nouveau, cette fois d'une fille.

## Filmographie

### Réalisateur
- 2006 : Libero (Anche libero va bene)
- 2016 : Tommaso
- 2022 : Brado

### Acteur de cinéma
- 1974 : La Grande Bourgeoise (Fatti di gente perbene) de Mauro Bolognini : Giovanni Bonmartini
- 1986 : Le Nom de la rose (Il nome della rosa) de Jean-Jacques Annaud : novice
- 1987 : Il ragazzo dal kimono d'oro de Fabrizio De Angelis : Anthony Scott
- 1987 : Il mistero del panino assassino (it) de Giancarlo Soldi (it) :
- 1988 : Il ragazzo dal kimono d'oro 2 (it) de Fabrizio De Angelis : Anthony Scott
- 1988 : Domino d'Ivana Massetti : Eugene
- 1989 : Lo zio indegno de Franco Brusati : Andrea
- 1989 : Obbligo di giocare - Zugzwang de Daniele Cesarano : Marco
- 1991 : 18 anni tra una settiman de Luigi Perelli : Paolo
- 1992 : In camera mia de Luciano Martino
- 1992 : Un'altra vita (it) de Carlo Mazzacurati : Luciano
- 1994 : Senza pelle : Écorché vif (Senza pelle) d'Alessandro D'Alatri : Saverio
- 1995 : Par-delà les nuages (Al di là delle nuvole) de Michelangelo Antonioni et Wim Wenders : Silvano
- 1995 : Policier (Poliziotti) de Giulio Base : Andrea
- 1995 : L'Otage (Cuore cattivo) d'Umberto Marino : Claudio Scalise
- 1998 : I giardini dell'Eden d'Alessandro D'Alatri : Jeoshua
- 1998 : La ballata dei lavavetri de Peter Del Monte : Rafal
- 2002 : Pinocchio de Roberto Benigni : Lucignolo
- 2004 : Les Clefs de la maison (Le chiavi di casa) de Gianni Amelio : Gianni
- 2005 : Romanzo criminale de Michele Placido : « Il Freddo »
- 2006 : Libero (Anche Libero va bene) de Kim Rossi Stuart : Renato Benetti, le père
- 2007 : Piano, solo de Riccardo Milani : Lucas Flores
- 2009 : Question de cœur (Questione di cuore) de Francesca Archibugi : Angelo
- 2010 : L'Ange du mal (Vallanzasca - Gli angeli del male) de Michele Placido : Renato Vallanzasca
- 2013 : Ton absence (Anni felici) de Daniele Luchetti : Guido
- 2014 : L'Ex de ma vie de Dorothée Sebbagh : Nino
- 2015 : Contes italiens (Maraviglioso Boccaccio) des Frères Taviani : Calandrino
- 2016 : Tommaso de Kim Rossi Stuart : Tommaso
- 2020 : Nos plus belles années (Gli anni più belli) de Gabriele Muccino : Paolo Incoronato
- 2020 : Cosa sarà de Francesco Bruni : Bruno Salvati
- 2022 : Brado de Kim Rossi Stuart : Renato

### Acteur de télévision
- 1984 : I ragazzi della valle misteriosa (série télévisée) : Pietro
- 1987 : Il generale (mini série télévisée) de Luigi Magni : Menotti Garibaldi
- 1989 : Il ricatto (série télévisée) : Luca Fedeli
- 1989 : Valentina (série télévisée) : Bruno
- 1990 : Senza scampo (téléfilm) de Paolo Poeti : Adriano
- 1990 : Mademoiselle Ardel (téléfilm) de Michael Braun : Alessandro di Falco
- 1991 : La stella del parco (série télévisée)
- 1991 : La Caverne de la rose d'or : La Princesse rebelle (Fantaghiro) (téléfilm) de Lamberto Bava : Romualdo
- 1992 : Dalla notte all'alba (téléfilm) de Cinzia Th. Torrini : Matteo Soprani
- 1992 : Un posto freddo in fondo al cuore (téléfilm) de Sauro Scavolini : Luca Savio
- 1992 : Seulement par amour Francesca (téléfilm) : Nicola Brentano
- 1992 : La Caverne de la rose d'or II : La Sorcière noire (téléfilm) de Lamberto Bava : Romualdo
- 1993 : L'enfant du Pérou (Dov'eri quellaenott) (téléfilm) de Salvatore Samperi : Tupac
- 1993 : La Caverne de la rose d'or III : La Reine des ténèbres (téléfilm) de Lamberto Bava : Romualdo
- 1995 : La famiglia Ricordi (mini série télévisée) de Mauro Bolognini : Vincenzo Bellini
- 1997 : Le Rouge et le Noir de Jean-Daniel Verhaeghe (téléfilm) : (VF : Emmanuel Curtil) : Julien Sorel
- 2001 : Uno bianca (téléfilm) de Michele Soavi : inspecteur Valerio Maldesi
- 2004 : Il tunnel della libertà (téléfilm) d'Enzo Monteleone : Mimmo
- 2017 : Maltese (Maltese - Il romanzo del commissario) (mini série télévisée) de Gianluca Maria Tavarelli : commissaire Dario Maltese
- 2023 : Everbody loves diamonds (série télévisée) : Leonardo Notarbartolo
- 2025 : Le Guépard (Il gattopardo) de Tom Shankland, Giuseppe Capotondi, Laura Luchetti (série télévisée)

## Récompenses et distinctions

### Récompenses
- 1994 : Prix Flaiano du meilleur acteur dans un drame pour Senza pelle - Écorché vif (1994).
- 1994 : Festival du film de Geneva du meilleur espoir dans un drame pour Senza pelle - Écorché vif (1994).
- 1994 : Coupe d'or du meilleur espoir dans un drame pour Senza pelle - Écorché vif (1994).
- Festival du film de Giffoni 1996 : Lauréat du Prix François Truffaut.
- Mostra de Venise 1998 : Lauréat du Prix Pasinetti (it) du meilleur acteur dans un drame d'aventure pour I giardini dell'Eden (1998).
- Mostra de Venise 2004 : Lauréat du Prix Pasinetti (it) du meilleur acteur dans un drame pour Les Clefs de la maison (2004).
- 2005 : Globe d'or du meilleur acteur dans un drame pour Les Clefs de la maison (2004).
- Festival international du film de Bratislava 2006 : lauréat du prix du jury œcuménique dans un drame pour Libero (2006).
- Festival de Cannes 2006 : lauréat du prix CICAE dans un drame pour Libero (2006).
- 2006 : Festival international du film de Copenhague du meilleur réalisateur dans un drame pour Libero (2006).
- 2006 : Prix Flaiano du meilleur réalisateur dans un drame pour Libero (2006).
- 2006 : Globe d'or du meilleur acteur dans un drame pour Libero (2006).
- Syndicat national des journalistes cinématographiques italiens 2006 : Ruban d'argent du meilleur acteur dans un drame pour Romanzo criminale (2005) partagé avec Pierfrancesco Favino et Claudio Santamaria
- Roseto Opera Prima 2006 : Lauréat du Prix Rose d'or dans un drame pour Libero (2006).
- Festival de Cine Europeo de Sevilla (es) 2006 : Lauréat du prix SIGNIS, mention spéciale pour un drame pour Libero (2006).
- 2006 : Festival du film de Taormine du meilleur acteur dans un drame pour Libero (2006) et dans un drame pour Romanzo criminale (2005).
- Festival du cinéma italien de Bastia 2007 : Lauréat du Grand Prix du Jury du meilleur film pour Libero (2006).
- 2007 : David di Donatello du meilleur réalisateur débutant dans un drame pour Libero (2006).
- 2007 : Ciak d'oro du meilleur premier film pour Libero (2006).
- 2007 : Ciak d'oro du meilleur scénario dans un drame pour Libero (2006) partagé avec Linda Ferri, Domenico Starnone et Francesco Giammusso.
- 2007 : Graal d'or du meilleur acteur dramatique dans un drame pour Libero (2006).
- 2007 : Graal d'or du meilleur réalisateur dramatique dans un drame pour Libero (2006).
- Syndicat national des journalistes cinématographiques italiens 2007 : Ruban d'argent du meilleur réalisateur dans un drame pour Libero (2006).
- 2009 : Festival du cinéma italien de Bastia du meilleur acteur dans un drame biographique pour Piano, solo (2007).
- 2009 : Festival du cinéma méditerranéen de Valence du meilleur acteur dans une comédie dramatique pour Question de cœur (2009).
- 2011 : Prix Flaiano du meilleur acteur dans un drame biographique pour L'Ange du mal (Vallanzasca - Gli angeli del male) (2010).
- 2011 : Ciak d'oro du meilleur acteur dans un drame biographique pour L'Ange du mal (Vallanzasca - Gli angeli del male) (2010).
- Syndicat national des journalistes cinématographiques italiens 2011 : Ruban d'argent du meilleur acteur dans un drame biographique pour L'Ange du mal (Vallanzasca - Gli angeli del male) (2010).
- Syndicat national des journalistes cinématographiques italiens 2011 : Lauréat du Prix Persol.
- 2011 : Prix Kineo du meilleur acteur dans un drame biographique pour L'Ange du mal (Vallanzasca - Gli angeli del male) (2010).
- 2011 : Primavera del Cinema Italiano Festival du meilleur acteur dans un drame biographique pour L'Ange du mal (Vallanzasca - Gli angeli del male) (2010).

### Nominations
- 1995 : Globe d'or du meilleur acteur dans un drame pour L'otage (1995).
- Syndicat national des journalistes cinématographiques italiens 1995 : Ruban d'argent du meilleur acteur dans un drame pour Senza pelle - Écorché vif (1994).
- Syndicat national des journalistes cinématographiques italiens 1999 : Ruban d'argent du meilleur acteur dans un drame pour La ballata dei lavavetri (1998).
- 2003 : Meilleur acteur dans un second rôle dans une comédie fantastique pour Pinocchio (2002).
- Syndicat national des journalistes cinématographiques italiens 2003 : Ruban d'argent du meilleur acteur dans un second rôle dans une comédie fantastique pour Pinocchio (2002).
- 2005 : David di Donatello du meilleur acteur dans un drame pour Les Clefs de la maison (2004).
- 2005 : Graal d'or du meilleur acteur dramatique dans un drame pour Les Clefs de la maison (2004).
- Syndicat national des journalistes cinématographiques italiens 2005 : Ruban d'argent du meilleur acteur dans un drame pour Les Clefs de la maison (2004).
- Festival international du film de Bratislava 2006 Lauréat du Prix du Jury dans un drame pour Libero (2006).
- Festival de Cannes 2006 : Nommée au Prix Golden Camera du meilleur réalisateur dans un drame pour Libero (2006).
- Festival international du film de Copenhague 2006 : nommé au Cygne d'or du meilleur réalisateur dans un drame pour Libero (2006).
- 2006 : David di Donatello du meilleur acteur dans un drame pour Romanzo criminale (2005).
- 2006 : Graal d'or du meilleur acteur dramatique dans un drame pour Romanzo criminale (2005).
- Festival international du film de São Paulo 2006 : nommé au prix international du jury dans un drame pour Libero (2006).
- 2007 : Meilleur film pour Libero (2006) partagé avec Carlo Degli Esposti, Giorgio Magliulo et Andrea Costantini.
- 2007 : David di Donatello du meilleur acteur dans un drame pour Libero (2006).
- 2007 : David di Donatello du meilleur scénario dans un drame pour Libero (2006) partagé avec Linda Ferri, Federico Starnone et Francesco Giammusso
- David di Donatello 2007 : nommé au prix de la critique dans un drame pour Libero (2006).
- Syndicat national des journalistes cinématographiques italiens 2007 : Ruban d'argent du meilleur scénario dans un drame pour Libero (2006) partagé avec Linda Ferri, Federico Starnone et Francesco Giammusso
- 2008 : David di Donatello du meilleur acteur dans un drame biographique pour Piano, solo (2007).
- 2008 : Graal d'or du meilleur acteur dramatique dans un drame biographique pour Piano, solo (2007).
- Syndicat national des journalistes cinématographiques italiens 2009 : Ruban d'argent du meilleur acteur dans une comédie dramatique pour Question de cœur (2009) partagé avec Antonio Albanese.
- 2010 : David di Donatello du meilleur acteur dans une comédie dramatique pour Question de cœur (2009).
- 2010 : Graal d'or du meilleur acteur comique dans une comédie dramatique pour Question de cœur (2009).
- 2011 : David di Donatello du meilleur acteur dans un drame biographique pour L'Ange du mal (Vallanzasca - Gli angeli del male) (2010).
- Syndicat national des journalistes cinématographiques italiens 2014 : Ruban d'argent du meilleur acteur dans un drame pour Ton absence (2013).